# 2020年8月中国大陆

## 8月1日
- 中华人民共和国国家主席习近平同尼泊尔总统比迪娅·戴维·班达里互致贺电，热烈庆祝两国建交65周年[1]。
- 上海市中心最后一家花鸟市场关闭[2]。

## 8月2日
- 台风“森拉克”影响海南期间，中国自主研发的高空大型气象探测无人机从海南博鳌机场起飞，对台风外围云系进行综合气象观测任务，这是中国首次高空大型无人机台风探测试验[3][4]。
- 0时05分，浙江省绍兴市柯桥区漓渚镇浙江裕源建材有限公司在戊烷加注过程中发生燃爆，现场致2人死亡，6人受伤[5]。
- 7时47分，新疆维吾尔自治区克孜勒苏州阿图什市（北纬39.92度，东经77.30度）发生4.6级地震，震源深度20千米[6]。

## 8月3日
- 国务院新闻办公室召开新闻发布会，介绍了北斗三号全球卫星导航系统建成开通的情况，指出中国攻克关键核心技术，实现自主可控，实现北斗三号卫星核心器部件国产化率100%[7]。
- 湖北省仙桃市西流河镇蓝化有机硅有限公司丁酮肟车间發生闪爆事故，造成6人死亡、4人受伤[8]。
- 下午，湖北省宜昌市秭归县发生一起故意杀人案，致1人死亡[9]。

## 8月4日
- 6时30分，新疆维吾尔自治区塔城地区乌苏市（北纬43.98度，东经84.43度）发生4.2级地震，震源深度17千米[10]。
- 黑龙江省哈尔滨市道里区城安街3号哈尔滨玉手食品有限公司仓库部分楼体发生坍塌，致9人死亡[11]。
- 江西省高级人民法院对原审被告人张玉环故意杀人再审案进行公开宣判，撤销原审裁判，宣告张玉环无罪[12]。

## 8月5日
- 4时23分，山西晋煤集团坡底煤业矿区发生挡土墙垮塌事故，致3人死亡[13]。
- 5时30分，广西壮族自治区百色市右江区太平街隆平巷79号自建房发生火灾，致3人死亡，3人受伤[14]。

## 8月6日
- 发展改革委批复《粤港澳大湾区城际铁路建设规划》，将以广州枢纽主要场站间通过城际铁路环线和城市轨道交通连通，其余枢纽内各场站间通过城市轨道交通等方式实现连通。
- 12时01分，酒泉卫星发射中心使用长征二号丁运载火箭，成功将高分九号04星送入预定轨道。此次任务还搭载发射了清华科学卫星[15][16]。
- 知名演员张嘉译改名为张嘉益[17]。
- 上午，内蒙古巴彦淖尔市乌拉特前旗一名鼠疫患者到包头医学院第一附属医院就医。8月7日凌晨，该患者抢救无效死亡。当地宣布Ⅲ级腺鼠疫预警2020年8月7日起进入预警期，预警时间持续至2020年底[18]。

## 8月7日
- 上海移动式核酸检测实验室在浦东国际机场正式交付。这是中国首个采用标准集装箱尺寸的p2+移动式核酸检测实验室[19]。该项目由宝山太平货柜、中国科学院上海有机化学研究所、上海海关保健中心等多家单位参与建设[20]。
- 湖北近400家A级旅游景区将对全中国游客免门票[21]。
- 山东济南新沙村小清河北路一辆长途客车发生爆炸。初步判断为车内设备故障引发自爆[22]，现场拉走14名伤者[23]。
- 一外国男子在短视频平台发布了两段于大连地铁“炫技”视频，内容为在地铁扶手上来回攀爬并裸露光脚蹬在地铁扶手上。8月11日晚，大连地铁事后回应称：强烈谴责这种不文明、不安全的乘车行为。但毫无惩罚和批评教育的回应让许多网友表示不能接受，并引起对于外国人在华超国民待遇的热烈讨论[24]。

## 8月8日
- 新疆吐鲁番市托克逊县发生4.8级地震[25]。
- 上午10时55分左右，四川宜宾南广镇宜威路南广高架桥至姚家嘴中段发生山体塌方，砸中3辆汽车，造成3人受伤，均为轻伤[26]。
- 上午9：27分，西安市新城区新城广场西侧明秦王府城墙遗址修复保护砌体约20米发生坍塌，有四名群众被坍塌时溅起的砖石擦伤，文物主体未受破坏[27]。

## 8月9日
- 7时57分，深圳航空ZH9209客机发出7700紧急代码，之后安全返航。此前，该客机曾在两分钟内发生高度骤降情况，从9297米下降至3733米[28]。
- 下午，内蒙古达茂旗希拉穆仁镇呼和点素嘎查遭受龙卷风袭击。33人不同程度受伤，100余顶蒙古包倾倒或受损[29]。
- 四川省自贡市富顺县富世街道一小区发生一起命案，一家五口死于家中，嫌疑人于当日坠楼身亡[30]。

## 8月10日
- 1时13分，西藏自治区林芝市波密县（北纬30.34度，东经94.85度）发生3.9级地震，震源深度7千米[31]。
- 5时许，湖北省孝感市云梦县下辛店镇一门店发生火灾，造成4人死亡[32]。
- 11时10分，黑龙江省五常市山长路33千米处发生一起机动车单方事故，造成9人死亡，6人受伤[33]。
- 14时许，贵州省兴义市兴义大道发生一起一辆公交车与同车道摩托车、电动车追尾事故，造成5人受伤，1人死亡。市公安局调查后认为事故系公交车驾驶人操作不当所致，排除主观故意制造事故的可能[34]。

## 8月11日
- 国家主席习近平签署四项中华人民共和国主席令[35]。
  - 第51号主席令，公布《中华人民共和国城市维护建设税法》[36]。
  - 第52号主席令，公布《中华人民共和国契税法》[35]。
  - 第53号主席令，授予钟南山“共和国勋章”，授予张伯礼、张定宇、陈薇“人民英雄”国家荣誉称号[35]。
  - 第54号主席令，免去苗圩的工业和信息化部部长职务；任命肖亚庆为工业和信息化部部长；免去雒树刚的文化和旅游部部长职务；任命胡和平为文化和旅游部部长[35]。
- 早上7时左右，国道544线四川阿坝九寨沟上四寨路段突发山石垮塌，途经此处的两辆旅游大巴车被砸中，事故已经造成1人死亡、6人受伤[37]。

## 8月12日
- 中国古生物专家在山东诸城市发现一个较完整的甲龙肠骨化石，从而建立了甲龙类恐龙的新属种，已被正式命名为“诸城中国甲龙”，这一发现增加了诸城恐龙动物群中恐龙的多样性[38]。
- 11时20分许，天津市和平区营口道与贵州路交口发生一起重大刑事案件。犯罪嫌疑人刘某某（男，67岁，天津市人）持刀行凶，造成路人两女子一死一轻微划伤[39]。
- 安徽医科大学曹云霞教授团队和复旦大学张锋教授团队联手发现一种新弱畸精子症致病基因——CFAP58，该成果在当日的遗传学期刊《美国人类遗传学杂志》发表[40]。

## 8月13日
- 8时33分，甘肃省酒泉市肃北县（北纬39.34度，东经95.26度）发生3.8级地震，震源深度10千米[41]。
- 12时27分，西藏自治区林芝市波密县（北纬30.31度，东经94.89度）发生3.8级地震，震源深度10千米[42]。

## 8月14日
- 上午8时许，四川省资阳市乐至县天池镇发生一起恶性案件，造成1人死亡，2人受伤[43]。
- 20时58分，西藏自治区林芝市波密县（北纬30.36度，东经94.80度）发生3.9级地震，震源深度8千米[44]。
- 动作警匪电影《绝地战警：疾速追击》在中国内地上映[45]。
- 中国人民解放军东部战区在台湾海峡及南北两端连续组织实战化演练[46][47]。
- 中央外事工作委员会办公室主任杨洁篪前往越南驻华使馆，吊唁原越共中央总书记黎可漂逝世[48]。

## 8月15日
- 上午9时50分左右，山东济宁金乡县马庙镇马庙村一农资存储点发生燃爆事故。经现场初步调查，系村民伐树引起电线起火导致。现场有两人死亡，多人受伤[49][50]。
- 12时35分，安徽合肥市当涂路与天水路交口物流园发生火灾[51]。

## 8月16日
- 21时30分许，广西南宁市西乡塘区北湖北路发生一起故意伤害案件，一名嫌疑男子持利器伤害一男一女，致受害男子当场死亡，犯罪嫌疑人随后逃离。22时许，警察发现犯罪嫌疑人企图畏罪自杀，后将其控制[52]。
- 8月16日，中国铁建股份有限公司董事长、执行董事、党委书记及董事会提名委员会主席陈奋健坠楼身亡[53]。

## 8月17日
- 16时许，甘肃省陇南市文县石鸡坝镇水磨沟村突发泥石流。暴洪裹挟泥石土方冲入白水江中形成长约800米，宽约300米的堰塞湖，引起白水江水位迅速上涨，回流倒灌进入附近地势低洼的水磨沟村，造成洪涝灾害，59名群众被困房顶[54]。
- 广东一牵狗女子未能栓住犬只，犬只撞到一名老人致其死亡[55]。

## 8月18日
- 10时20分许，安徽省六安市霍山县一辆非营运车小型轿车不慎坠入路边池塘，致驾驶员及同乘人员中4人当场死亡，2人受伤[56]。
- 早，辽宁沈阳市铁西区景星街与北三中路交汇处绿夏爵仕汇8甲5号一门市房发生火情。发生液化气罐泄露爆炸，有消防队员受伤[57]。
- 5时，四川省防汛抗旱指挥部研究决定启动I级防汛应急响应。这是四川首次启动I级防汛应急响应[58]。
- 重庆市启动I级防汛应急响应，这是重庆首次启动I级防汛应急响应[59]。

## 8月19日
- 凌晨5点30分，云南省昆明市西山区车家壁昆明发电厂后山发生山体滑坡，致1人死亡[60]。
- 8时9分许，安徽省蚌埠市一辆小型轿车沿胜利路由西向东行驶至蚌埠六中门前路段时失控撞入公交站台，致站台等侯区5人受伤[61]。
- 13点30分许，辽宁省本溪市虎谷峡景区的部分游客乘坐下山玻璃滑道时，因突降暴雨、滑速过快，发生人员碰撞事故，造成1人死亡，多人受伤[62]。
- 20时许，陕西省宝鸡市金台区发生男子摔打幼儿事件。幼儿于次日因救治无效死亡[63]。

## 8月20日
- 中央外事工作委员会办公室主任杨洁篪会见新加坡总理李显龙[64]。
- 凌晨近4時，一艘載運約3千噸汽油的油船與一艘砂石料船在上海長江口燈船東南約1.5海里處發生碰撞，事故造成油船甲板起火，砂石料船沉沒。兩船共17人遇險，3名落水人員獲救，14人失蹤[65]。

## 8月21日
- 凌晨3时50分左右，四川雅安市汉源县富泉镇中海村6组发生滑坡，致9人失联[66][67]。

## 8月22日
- 中央外事工作委员会办公室主任杨洁篪在釜山同韩国国家安保室长徐薰举行磋商[68]。
- 四川泸州泸县一名15岁女生跳下25楼自杀，父亲在楼下试图营救女儿也被砸伤，两人经抢救无效双双身亡[69]。

## 8月23日
- 酒泉卫星发射中心发射长征二号丁运载火箭，成功将高分九号05星送入预定轨道[70]。
- 晚，浙江舟山普陀区沈家门街道船厂路发生一起持刀伤人案件，造成2人死亡1人受伤，警方在浦西某地发现犯罪嫌疑人尸体[71]。

## 8月24日
- 哈尔滨市公安局从严查处19名违纪违法公安民警[72]。

## 8月25日
- F1官方宣布，2020赛季中国大奖赛取消[73]。

## 8月26日
- 中国人民警察警旗授旗仪式在人民大会堂举行[74]。
- 深圳市人大常委会通过“深圳经济特区突发公共卫生事件应急条例”，是中国首部地方应急条例，於2020年10月1日正式实施[75]。

## 8月27日
- 《首都功能核心区控制性详细规划（街区层面）（2018年-2035年）》日前获中共中央国务院批复。批复指出，核心区是全国政治中心、文化中心和国际交往中心的核心承载区，是历史文化名城保护的重点地区，是展示国家首都形象的重要窗口地区[76][77]。
- 贯彻落实《关于改革完善社会救助制度的意见》视频会暨全国社会救助部际联席会议全体会议在京召开。国务院总理李克强对社会救助工作作出重要批示强调，要进一步动员方方面面力量，全社会形成救助合力[78][79]。
- 江苏镇江发生一起命案，死者为一名10岁的儿童[80]，28日，疑犯孟某在山东临沂被捕。孟某为被害男童的舅舅，动机疑为其前妻曾出轨男童的父亲[81]。

## 8月28日
- 中共中央第七次西藏工作座谈会在北京召开[82]。
- 国务院新闻办公室召开新闻发布会，会上国务院扶贫办副主任洪天云介绍消费扶贫行动有关情况，将从行业部门、销售渠道、扶贫系统，三重把关，全程管控保障消费扶贫产品质量[83]。
- 全国人大常委会启动公共文化服务保障法执法检查，重点检查政府保障职责落实，完善城乡公共文化服务体系、优化城乡文化资源配置、推动基层文化惠民工程扩大覆盖面和增强实效性，公共文化服务标准化和均等化建设[84]。
- 深证证券交易所公告称，暴风集团在股票被暂停上市后的一个月内未能披露2019年年度报告，触及相关规定，本所决定暴风集团股票终止上市[85][86][87]。
- 中国海洋综合科考实习船中山大学号在位于上海长兴岛的中国船舶集团旗下江南造船（集团）有限责任公司下水，此船也是中国当下最大的海洋科考船[88]。

## 8月29日
- 上午，山西临汾市襄汾县陶寺乡陈庄村聚仙饭店宴会厅发生坍塌[89]。截至29日18时52分，事故现场已救出45人，其中17人遇难，7人重伤，21人轻伤[90]。
- 晚上，第22届中国大学生篮球联赛（CUBA）在福建省泉州市落下帷幕，清华大学男篮在决赛中以83:75的比分战胜中南大学获得总冠军[91]。
- 中国人民解放军西部战区指出印度在班公湖南岸、热钦山口附近再次非法越线占控，公然挑衅，造成边境局势紧张[92][93]。

## 8月30日
- 国务委员兼外交部长王毅在法国国际关系研究院发表题为《团结合作，开放包容，共同维护人类和平发展的进步潮流》的演讲[94][95]。
- 4时许，泉州深沪渔船“闽晋渔05119”在距平潭岛正东45海里海域，疑似被一艘外国籍商船碰撞后沉没，渔船14人遇险，2人被事发海域附近作业渔船救起，其余12人失联[96]。

## 8月31日
- 故宫博物院公布，“千古风流人物——故宫博物院藏苏轼主题书画特展”将于9月1日起亮相文华殿，共展出包括苏轼最早书法作品之一《治平帖》在内的共78件套文物精品，这也是近年来故宫首次举办以苏轼为主题的书画特展[97][98]。
- 中共中央宣传部以云发布的方式，向全社会发布了江西省九江市消防救援支队的先进事迹，授予他们“时代楷模”称号[99]。
- 外交部就捷克议会参议院主席维斯特奇尔访台提出严正交涉[100]。
- 中共中央政治局召开会议，中共中央总书记习近平主持，审议《黄河流域生态保护和高质量发展规划纲要》和《关于十九届中央第五轮巡视情况的综合报告》[101]。
- 中共中央决定：辽宁省委书记陈求发、浙江省委书记车俊年满65岁不再担任现职，天津市市长张国清调任辽宁省委书记，浙江省省长袁家军升任省委书记。上海市委副书记廖国勋调任天津市委副书记，提名市长人选；浙江省委副书记、宁波市委书记郑栅洁提名省长人选。[102][103]
- 在密云水库建成60周年之际，国家主席习近平给建设和守护密云水库的乡亲们回信。指出密云水库作为北京重要的地表饮用水源地、水资源战略储备基地，已成为无价之宝[104][105]。